# Hermann Mayrhofer
Hermann Mayrhofer-Passau (* 10. April 1901 in Passau; † 12. Januar 1976 ebenda) war ein deutscher Maler und Grafiker.

## Leben und Wirken
Nach dem Abitur in Passau studierte er an der Staatsschule für angewandte Kunst München und an der Privatkunstschule Britsch-Kornmann in Starnberg. Nach einigen Jahren als freischaffender Künstler in Düsseldorf und München wurde er 1939 als Professor an die Staatliche Akademie der Bildenden Künste Stuttgart zur Leitung der Radierklasse und lithographischen Werkstätte berufen (ab 1941 zugleich auch Leitung der Freien Graphik). Er zählte zu den anerkannten Künstlern des NS-Staats: So war er von 1937 bis 1944 regelmäßig in der jährlich durchgeführten Großen Deutschen Kunstausstellung im Münchner Haus der Deutschen Kunst vertreten und figurierte auch 1943 in der Wiener Ausstellung Junge Kunst im Deutschen Reich. Nach Kriegsende – bei der Neukonstituierung der Stuttgarter Akademie 1946 wurde er nicht mehr berücksichtigt – zog er wieder nach Passau und dokumentierte seine Heimatstadt mit zahlreichen Architektur-Graphiken. In dieser Zeit entstanden unzählige Zeichnungen, Radierungen und Lithographien. Unter anderem war er Mitglied der Innviertler Künstlergilde.

## Auszeichnungen
- Dürer-Preis der Stadt Nürnberg (1935)
- Reisestipendium der Stadt München (1936)
- Kulturpreis Ostbayern (1961)
- Kultureller Ehrenbrief der Stadt Passau (1970)
- In Passau wurde die Hermann-Mayrhofer-Straße nach ihm benannt